# Alcázar di Toledo

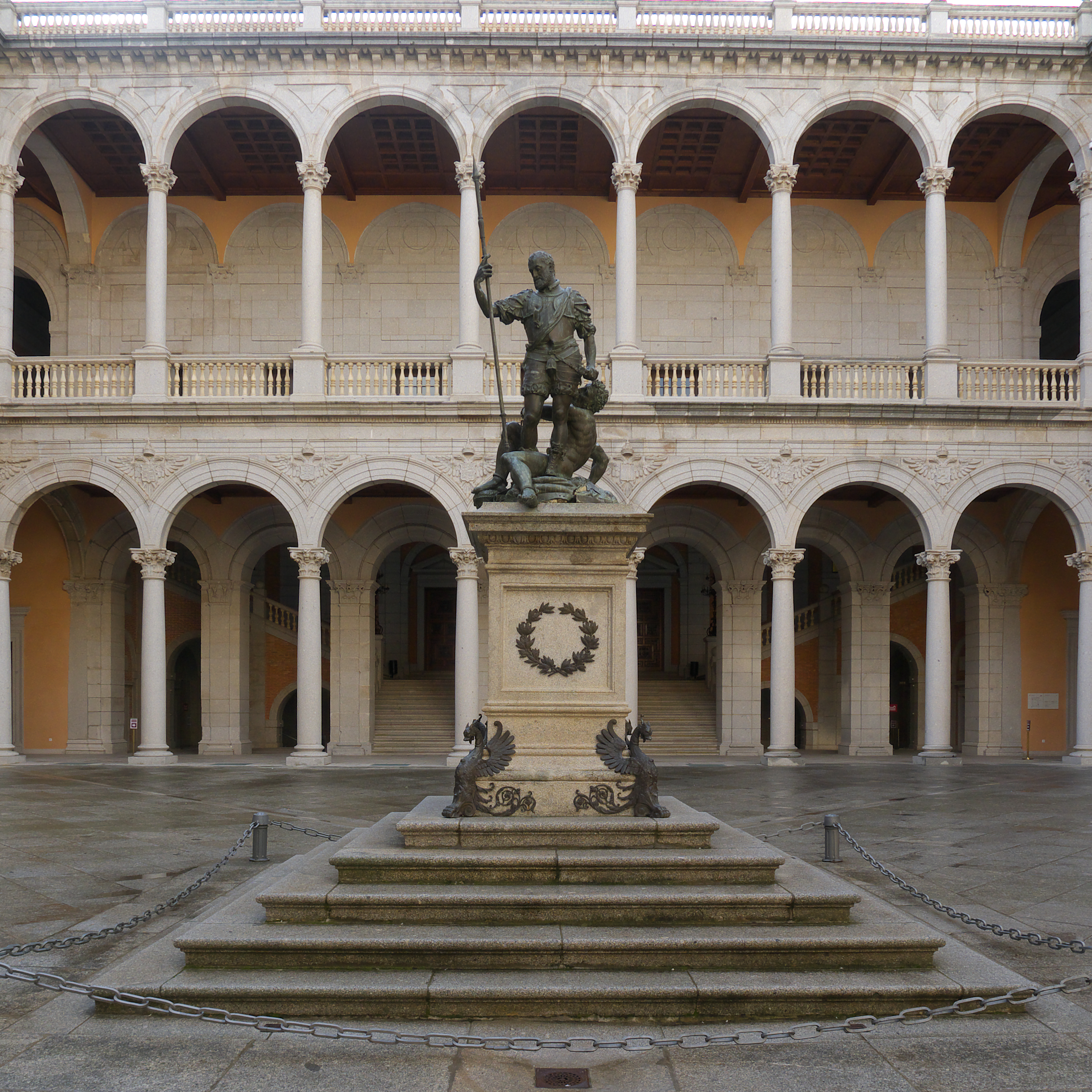
Cortile

L'Alcázar di Toledo è una fortezza situata nella parte più alta della città spagnola di Toledo tanto che, per la sua posizione e per la sua imponenza, domina la città ed è visibile a molti chilometri di distanza in particolare provenendo da Madrid.

## Storia
La prima edificazione risale al III secolo durante la dominazione romana. Fu completamente restaurato durante il regno di Alfonso VI e modificato quando sotto Carlo V, che affidò la direzione dei lavori all'architetto Alonso de Covarrubias. Questi disegnò un edificio compatto e chiuso su se stesso, organizzato intorno ad un cortile rettangolare con doppio livello di archi, sostenuto da colonne di stile classico. La sobria facciata è divisa in tre piani, e intorno ad essa si concentrano delle decorazioni oltre un gigantesco scudo imperiale, posto sopra l'entrata. Impressiona la scala, ingrandita successivamente da Francisco de Villalpando.
A metà del XIX secolo il Ministero degli Interni sotto il regno di Isabella II, installò nella torre di sud-est un telegrafo per ricevere ed inviare messaggi sulla linea tra Madrid e Cadice.
Durante la Guerra civile spagnola (1936-1939), fu utilizzato dal colonnello José Moscardó Ituarte come punto difensivo e di resistenza alle truppe repubblicane e venne assediato e quasi interamente distrutto dalle truppe della Seconda Repubblica fino al 28 settembre 1936 quando l'assedio venne rotto dal generale José Enrique Varela.
Posteriormente fu riedificato e attualmente ospita la biblioteca della Castiglia-La Mancia e il museo dell'esercito.